# متحف أستروب فيرنلي للفن الحديث

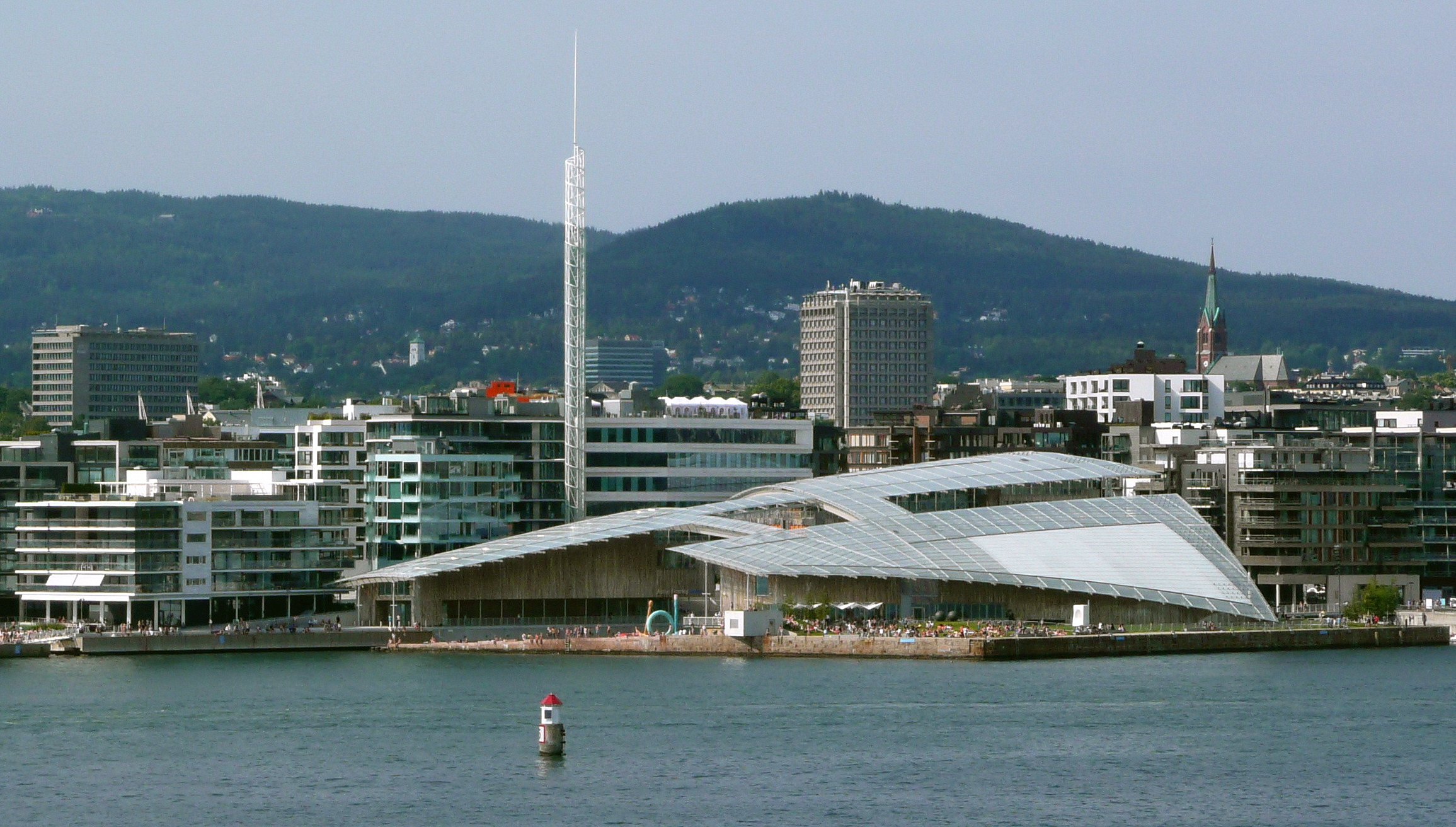
مبنى المتحف الجديد كما يُرى من مضيق أوسلو

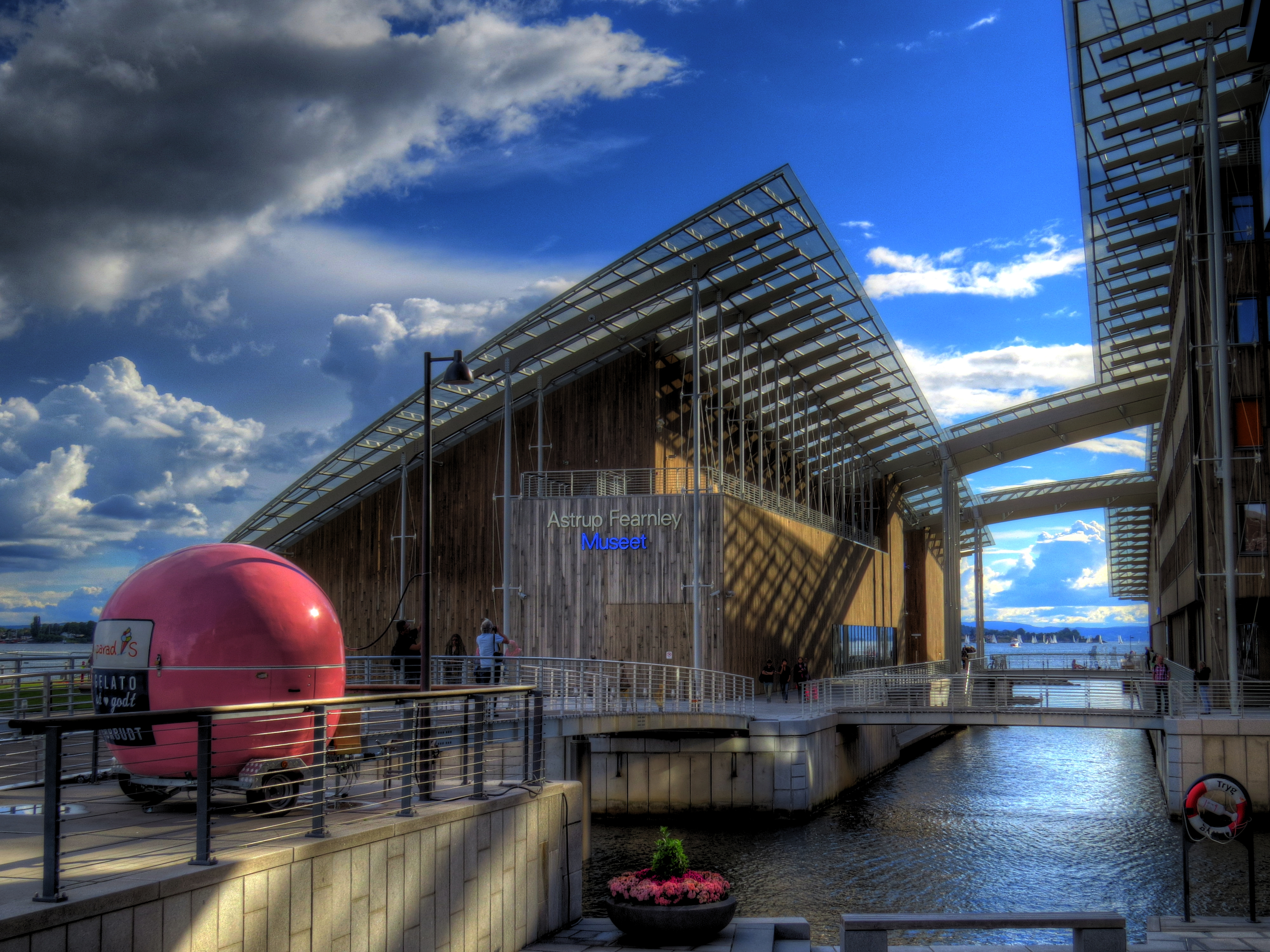
مدخل المتحف

متحف أستروب فرنلي (بالإنجليزية: Astrup Fearnley) للفن الحديث هو معرض فني معاصر مملوك للقطاع الخاص في أوسلو في النرويج. تم تأسيسها وفتحت للجمهور في عام 1993. التركيز الرئيسي للمجموعة هو فنانو الرسم التصويري الأمريكي من الثمانينات، لكنهم يتطورون حاليًا نحو المشهد الفني الدولي المعاصر، مع فنانين مثل جيف كونز، وريتشارد برينس، وسيندي شيرمان، وماثيو بارني، وتوم ساكس، ودوغ آيتكين، وأولافور إلياسون، وساي قوه تشيانغ. يقدم المتحف 6-7 معارض مؤقتة كل عام. يتعاون متحف Astrup Fearnley للفن الحديث مع المؤسسات الدولية، وينتج معارضًا تنتشر في جميع أنحاء العالم. في عام 2012، انتقل المتحف إلى مبنيين جديدين صممهما رينزو بيانو على Tjuvholmen .

## التاريخ

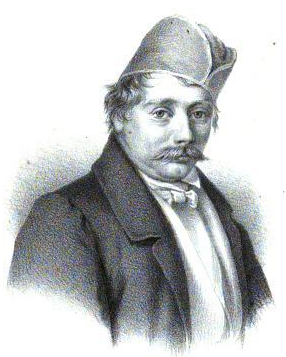
تنحدر عائلة فيرنلي(بالانجليزية: Fearnley) من أقطاب الملاحه من الرسام الرومانسي Thomas Fearnley

تم افتتاح المتحف في عام 1993، وتم تمويله من قبل مؤسسين للأعمال الخيرية التي أسسها أحفاد عائلة Fearnley للملاحة، مؤسسة تومس فيرنلي (Thomas Fearnley) ومؤسسة هيدي ونيلز أستروب (Heddy and Nils Astrup).
تم دمج المؤسستين في عام 1995 ليصبحا مؤسسة واحدة وهي مؤسسة توماس فيرنلي (Thomas Fearnley) وهيدي ونيلز أستروب (Heddy and Nils Astrup) . تأسست مؤسسة توماس فيرنلي من قبل تاجر الملاحة توماس فيرنلي (1880-1961) في عام 1939 ؛ كان ابن تاجر الملاحة توماس فيرنلي (1841-1927) وحفيد الرسام الرومانسي توماس فيرنلي. تم تسمية مؤسسة Heddy و Nils Astrup باسم Nils Ebbessøn Astrup ، الذي كان حفيد الأم لتوماس فيرنلي (1841-1927).
أثار المتحف ضجة كبيرة في عالم الفن الدولي في عام 2002 عندما اشترى تمثالاً ضخماً للفنان الأمريكي جيف كونز في الخزف المذهل لنجم البوب مايكل جاكسون مع بابلز، شمبانزي المفضل لديه، مقابل 5.1 مليون دولار أمريكي.

## المتحف
المجموعة الدائمة تتكون من أعمال الفن المعاصر النرويجية والدولية. استندت مجموعة المتحف في الأصل إلى مجموعة خاصة تعود إلى ثلاثين عامًا، وقد تطورت بشكل كبير مع العديد من التغييرات في الفن الحديث / المعاصر. كان هناك اهتمام بالتعبير التجريدي الألماني، واللوحة الإنجليزية الحديثة، والفنانين البريطانيين الشباب. في الوقت الحاضر يتم توجيه المجموعة نحو المشهد الفني للشباب الأمريكي. ويشمل أيضًا الأعمال المتعلقة بمجتمع الفن العالمي المتزايدة باطراد. المجالات الرئيسية للخبرة الفنية في المتحف هي الفن من الستينيات وحتى الوقت الحاضر، بما في ذلك فن البوب الأمريكي والأوروبي، وفن التصوير لما بعد الحداثة في الثمانينات والفن المعاصر الدولي. سيتم توفير مساحة إضافية تشتد الحاجة إليها بحلول عام 2012 عندما ينتقل المتحف إلى مبنيين جديدين صممهما رينزو بيانو. تتضمن المجموعة أعمالاً لفنانين مثل؛
جنين أنتوني، فرانسيس بيكون، ماثيو بارني، دادو، غردار إايد إينارسون، روبرت غوبر، فيليكس غونزاليس توريس، دوغلاس غوردون، تساى قوه تشيانغ، داميان هيرست، أنسلم كيفر، جيف كونز، لويز لولر، شيري ليفين، بيارن ميلغار، بروس نعمان، شيرين نشات، سيجمار بولك، ريتشارد برينس، تشارلز راي، جايسون رويدس، جيرهارد ريختر، توم ساكس، سيندي شيرمان، ريكريت تيرافانيا وأندي وارهول.

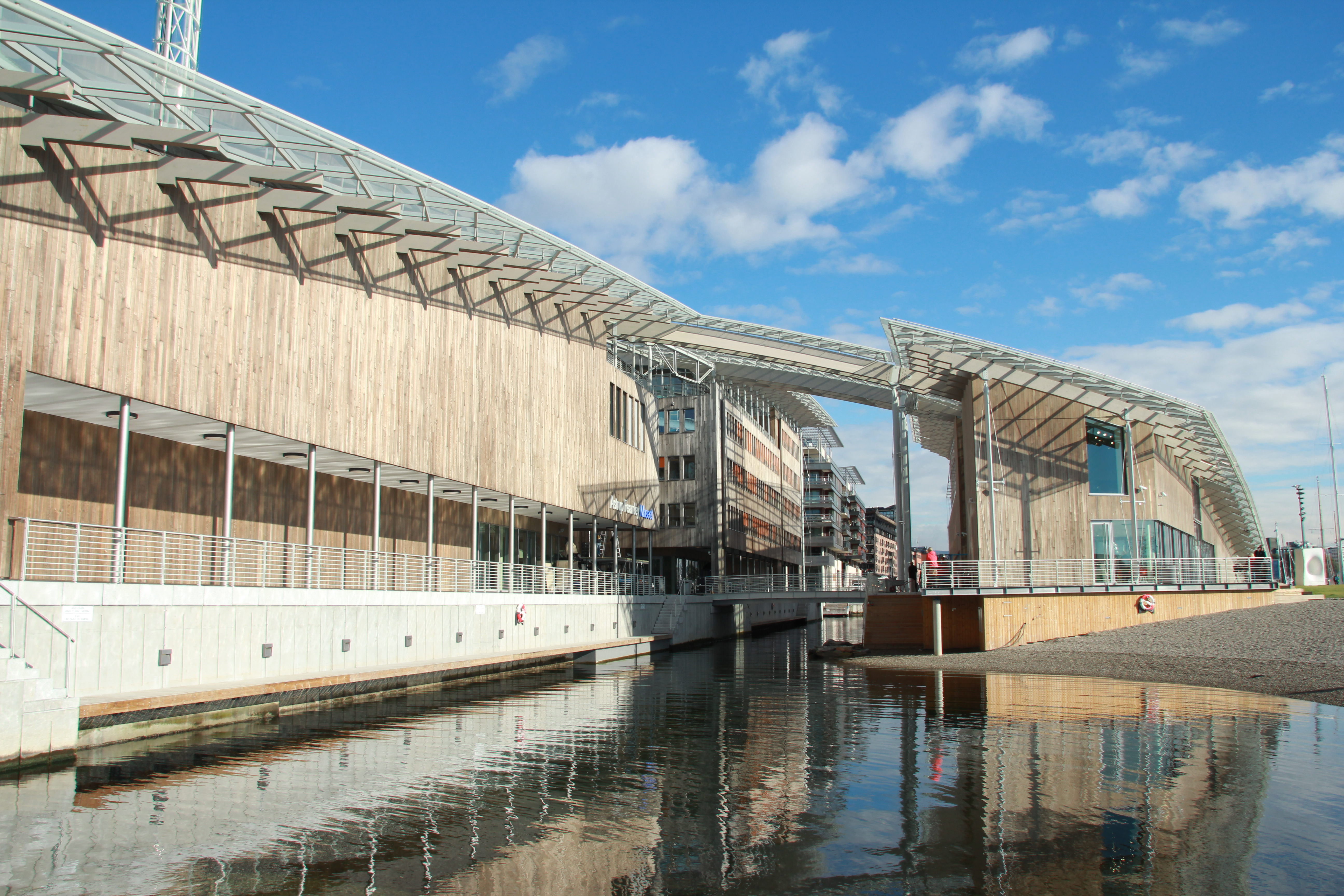
المتحف الجديد على تجوفهولمن
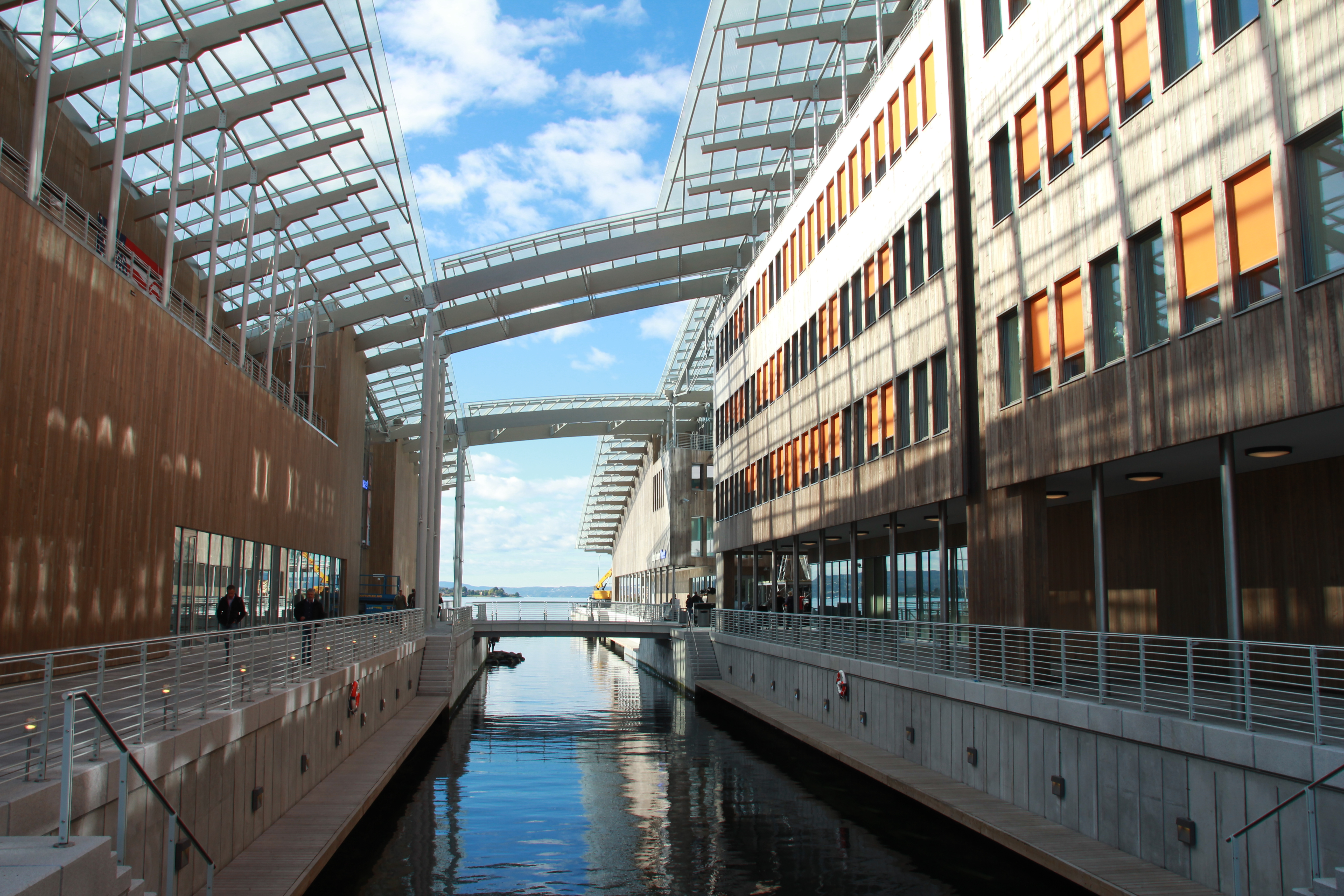
عمارة رينزو بيانو
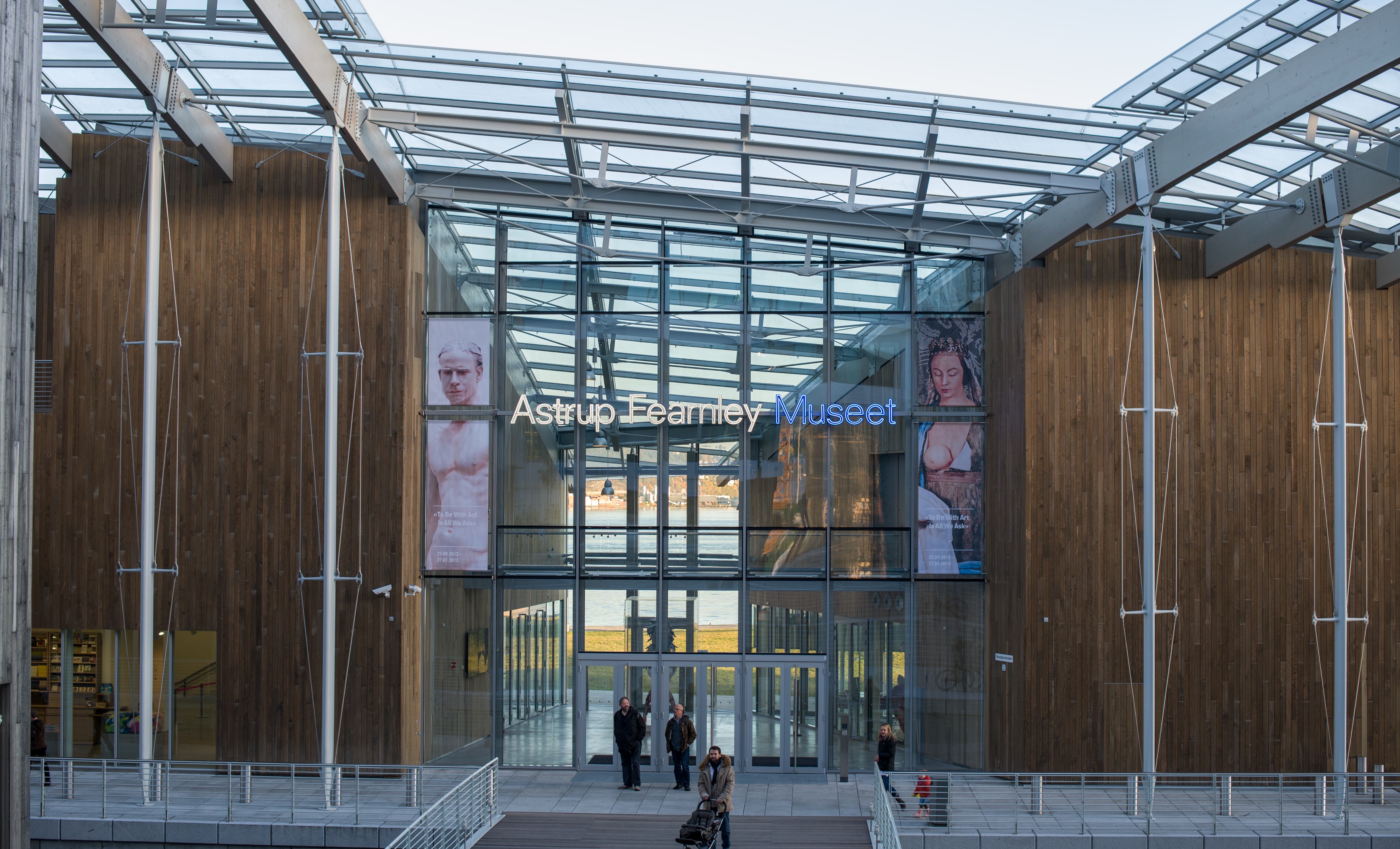
متحف Astrup Fearnley للفن الحديث
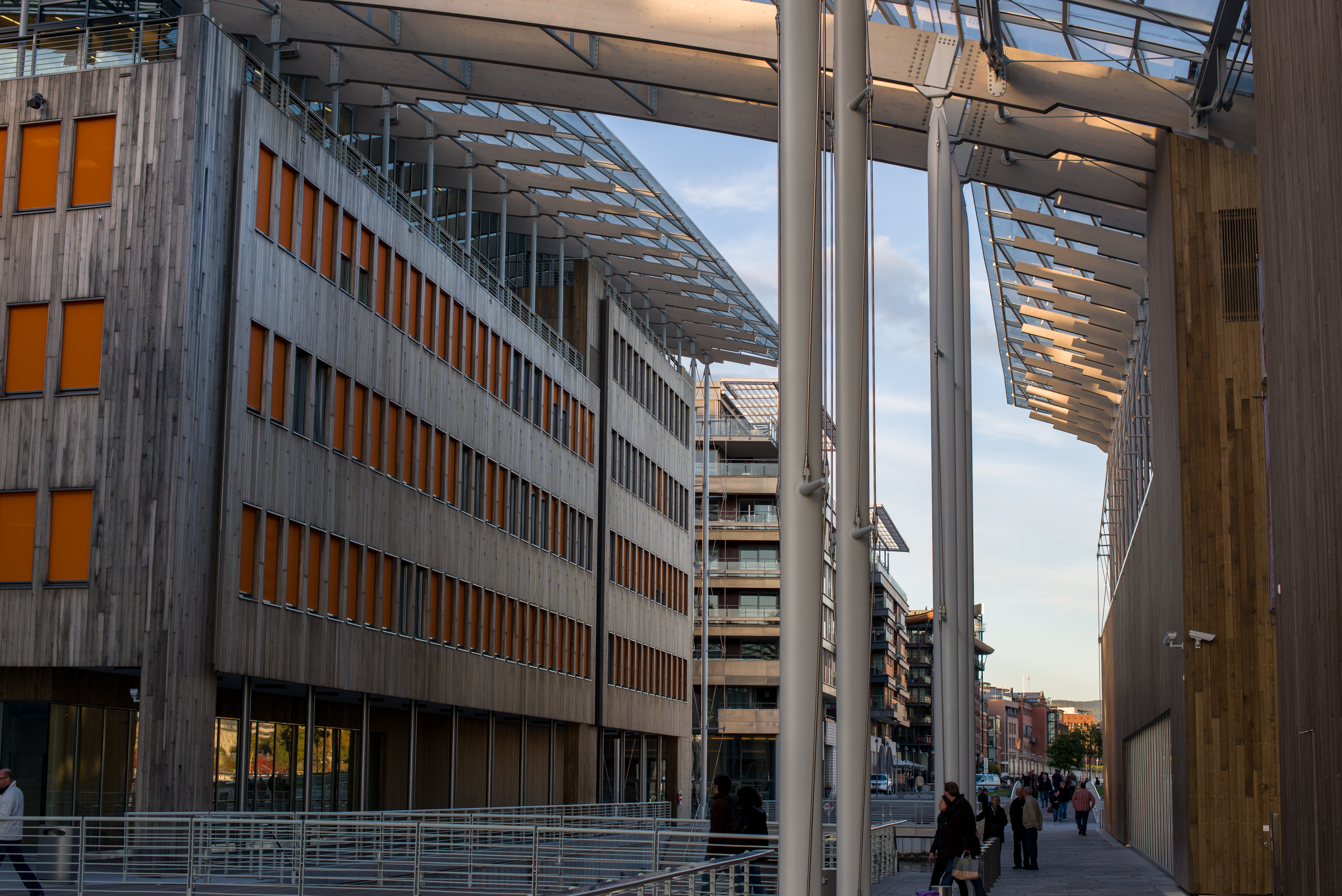
متحف Astrup Fearnley للفن الحديث
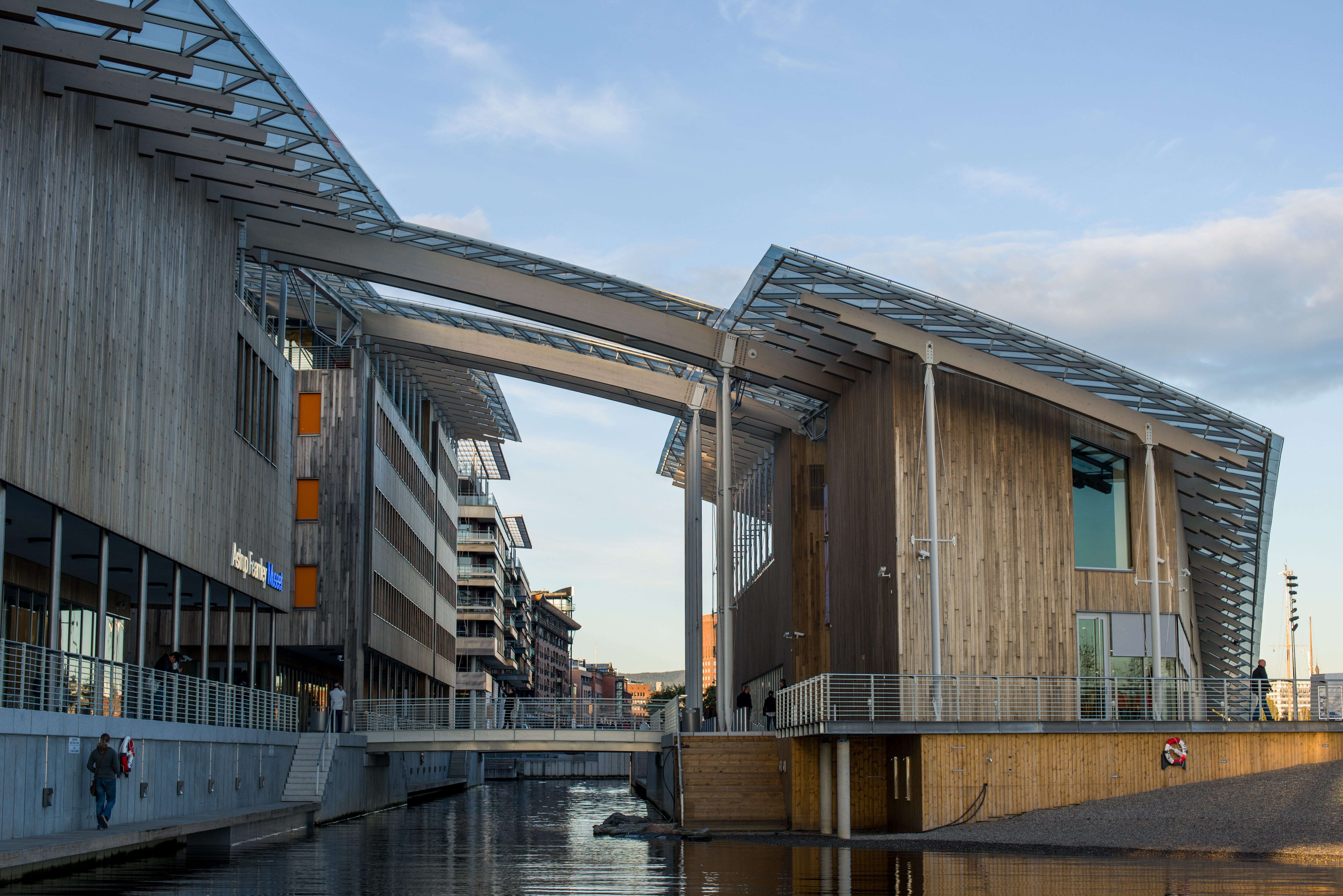
متحف Astrup Fearnley للفن الحديث

## المعارض
- «أوروبا، أوروبا» —2014 [9]
- 2012

أن تكون مع الفن هو كل ما نطلبه. من أبرز المجموعة الدائمة.
- 2011

VideoSpace. المحيطة بيكون وارهول. دان كولين-الفول السوداني.
- 2010

إرنستو نيتو - العلاقة الحميمة. جاردار اييد اينارسون - القوة لديها رائحة. Bjarne Melgaard - غيور.
- 2009

وجهات النظر الدورية # 2 - مجموعة Astrup Fearnley. نيت لومان - قانون ناتريوت. الطريق السريع الهندي. وجهات النظر الدورية # 1- مجموعة Astrup Fearnley.
- 2008

أندي وارهول من قبل أندي وارهول. Meet me around the corner. هوانغ يونغ بينغ - بينج بونج. أضواء على - الفن المعاصر النرويجي.
- 2007

محطة كهرباء الصين: الجزء الثاني. آن ليزليجارد - الخيال العلمي وعوالم أخرى. ريتشارد برينس - الكناري في منجم الفحم.
- 2006

تشارلز راي - أبيض وأسود. أكثر من العالم - مجموعة Astrup Fearnley. كنز damsdam - بأثر رجعي. ليس كل شيء مرئيًا - مجموعة Astrup Fearnley. توم ساكس: مسح. أمريكا - الحداثة - الموضة. مجموعة Astrup Fearnley: الصور والفيديو.
- 2005

الولايات الأمريكية الغامضة - الفن الأمريكي في الألفية الثالثة. آثار! مجموعة Astrup Fearnley. داميان هيرست. يوكو أونو: ذكريات أفقية.
- 2004

جيف كونز: بأثر رجعي. كل شئ متصل. جيف وول - تابلوه. Olafur Eliasson- ذاكرة ملونة واخرى ظلال غير رسمية. فيبيكي تاندبرج.
- 2003

جماليات كل يوم - يعمل من مجموعة Astrup Fearnley. ماثيو بارني - دورة المشمرة. اللوحة لا تجف. . . تأملات حول اللوحات في مجموعة Astrup Fearnley. Torbjørn Rødland - قبر بمنظر. روبرت جوبر - النزوح. جانيت كارديف - جورج بورس ميلر.
- 2002

بور لارسن - تعليقات. ينس يوهانسن - أليغوري - لوحات 1998-2002. مايك بيدلو - ليس بيكاسو، وليس بولوك، وليس وارهول. تخيلات الواقع - فن ما بعد الحداثة من مجموعة Astrup Fearnley. ماري سلاتليد - إخفاء الاحمرار. كلود روتو - اللوحة بنفس لون الجدار الذي علق عليها. الراكب - العارض كمشارك.
- 2001

ليونارد ريتشارد - همسات ناعمة في خشب البتولا. المتحف 2 - أعمال من مجموعة Astrup Fearnley. Børre Saethre - سمائي الخاصة. Sigmar Polke - الخيميائي.
- 2000

بيورن كارلسن. متحف - أعمال من مجموعة Astrup Fearnley. توم ساندبرج - صور. صديقك المخلص.
- 1999

كييل توريست - الطبيعة الثانية. آنا جا سكل مدرسة أوسلو. جيلبرت وجورج 1970-1997. غيرهارد ريختر. ألبرتو شيسانو وتيتوس مابوتا - فنانان، جيلان.
- 1998

أودد نيردروم - Tyve ARS tilbakeblikk. Siste nytt- يعمل من مجموعة Astrup Fearnley. أوليفر ديبري في النرويج. Veikryss- يعمل من مجموعة Astrup Fearnley. RB Kitaj- أمريكي في أوروبا.
- 1997

أولاف Chr. Jenssen- Biographie 1982- 1997. netpnet rom- يعمل من مجموعة Astrup Fearnley. Ørnulf Opdahl -Ved Havet. بير إنج بيورو / توم ساندبرج. Giacometti / de Staël - توازن غير مستقر.
- 1996

فرانس ويدربيرج. ماليري 1956- 1996. Håvard Vikhagen (معرض المهرجان). «ذاكرة العالم» (اليونسكو). يعمل من مجموعة Astrup Fearnley. مالكوم مورلي 1965 - 1995.
- 1995

كنه روز - Personlig - بأثر رجعي. روس بليكنر. كريستوفر لو برون.
- 1994

... og vestenfor måne- 13 رسام نرويجي. الواقع المزدوج - مدرسة لندن.
- 1993

افتتاح المعرض.

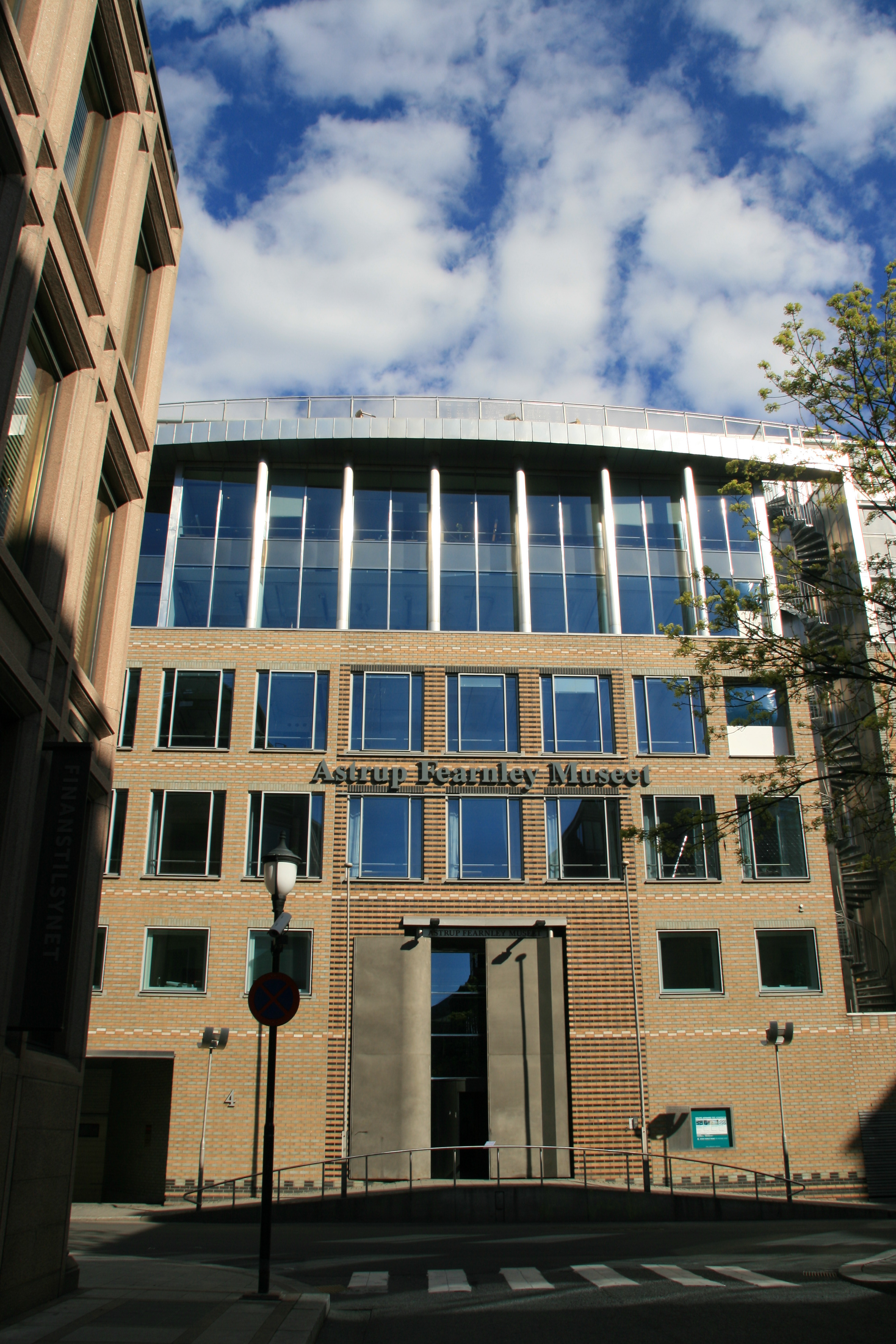
دخل المتحف القديم

يعد متحف أستروب فيرنلي للفنون الحديثة جزءًا مستقلًا من مجمع Astrup Fearnley ، الذي يغطي حوالي نصف مبنى المدينة. تم تصميم المتحف من قبل المهندسين المعماريين والمصممين LPO ، افتتح في خريف عام 1993، ويغطي مساحة حوالي 2500 متر مربع.
كان مبنى المتحف القديم مدخل رئيسي في ريفيرستريديت، ويتميز بأبواب فولاذية ضخمة أثرية؛ عندما تكون الأبواب مفتوحة، يمكن للمرء أن يرى من مسافة بعيدة أن المتحف مفتوح.
غطت مساحات المعرض طابقين. يتراوح ارتفاع صالات العرض من 3.5 إلى 10.5 أمتار. في تصميم مساحات المعرض، يتم التركيز على الغرف التي تعبر عن التواضع فيما يتعلق بالأعمال الفنية؛ في وقت واحد أنها توفر الأعمال مع إطار جميل والوظيفية. يتم التركيز أيضًا على المدخل ومساحات العرض التي تكون متجددة الهواء وممتعة للتنقل فيها. يوفر تصميم الأرضية مرونة كبيرة في الإنشاءات والتركيبات المؤقتة. يعبر اختيار المواد عن الجودة ولكن بوسائل محدودة - هنا تكون الأعمال الفنية هي محور التركيز الرئيسي. الجدار الخرساني، مثله مثل حركة دائرية في المتحف، يؤسس خلفية قوية ولكنها مع ذلك مهزومة؛ يُظهر الدرج المؤدي إلى الرواق الرئيسي، المصنوع من الصلب مع خطوات من خشب البلوط المدخن، اتصالًا لا لبس فيه بين الطابقين. يتكون الطابق الحجري من (Cascais Azul)، وهو حجر رملي برتغالي.
وبصرف النظر عن حديقة النحت، فإن مساحات العرض خالية من ضوء النهار، ومع ذلك فهي تحتوي على إضاءة صناعية عامة يمكن تكييفها بشكل خاص مع أي متطلبات.
يقع القسم الإداري في الطابق النصفي. مع غلبة العناصر الفولاذية، إنه حجم معماري في حد ذاته.

## المتحف الجديد

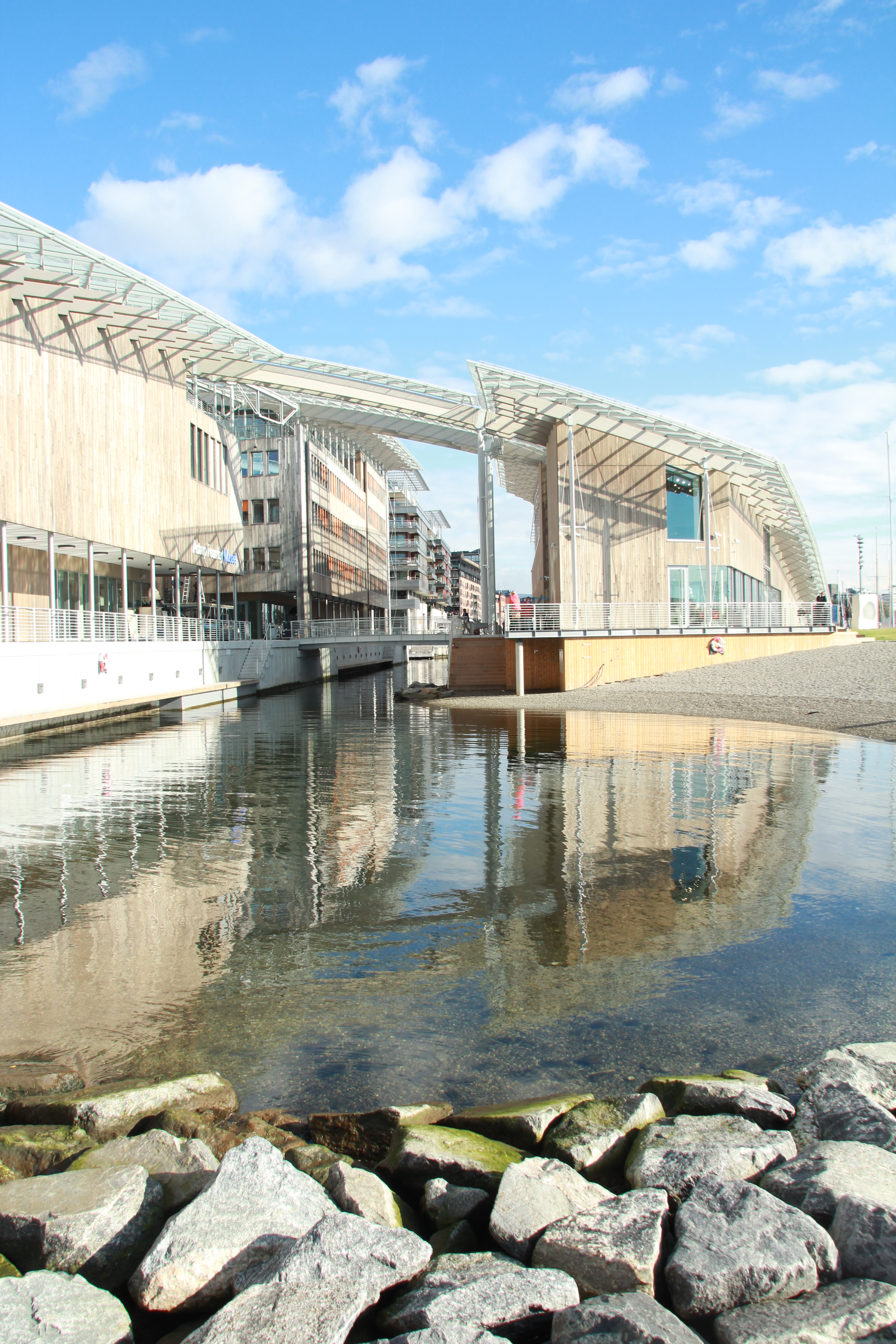
المبنى الجديد لرينزو بيانو.

يقع متحف أستروب فيرنلي (Astrup Fearnley) للفن الحديث في Tjuvholmen في وسط أوسلو. تم تصميم المتحف الجديد من قبل المهندس المعماري رينزو بيانو وافتتح في 29 سبتمبر 2012. يتكون من مبنيين يضمان المجموعة الدائمة للمتحف بالإضافة إلى معارض مؤقتة.
توفر المساحات الكبيرة والحديثة للمتحف إمكانية مواصلة برنامجه الطموح للمعارض المؤقتة. إجمالاً، تحت تصرف متحف أستروب فيرنلي للفنون الحديثة حوالي 4200 متر مربع. يقع المتحف في Tjuvholmen skulpturpark ، الذي صممه أيضًا رينزو بيانو.

## الخلافات
في عام 2012، تسبب قرار متحف Astrup Fearnley الخاص بقبول رعاية من الذراع النرويجية لشركة النفط Lundin Petroleum ومقرها السويد في انتقادات عامة.

## اقرأ أيضا
متحف أستروب فيرنلي للفنون الحديثة
Coordinates 59°54′27″N 10°44′39″E / 59.90750°N 10.74417°E / 59.90750; 10.74417